# Test Act
De Test Acts  waren voornamelijk in de tweede helft van de 17e eeuw een reeks van Engelse strafwetten die als een religieuze test voor een openbaar ambt dienden. De Test Acts legden verschillende burgerlijke beperkingen op aan rooms-katholieken en non-conformisten. 
Het principe van de Test Acts was dat niemand anders voor een openbaar ambt in aanmerking kon komen dan degenen die aan het Heilig Avondmaal deelnamen in de gevestigde Anglicaanse kerk. Dit principe werd bevestigd doordat zware straffen werden opgelegd tegen zogenaamde recusanten, of zij nu katholiek of non-conformist waren. In de praktijk werden non-conformisten er vaak van vrijgesteld door Indemnity Acts. 

## Test Act van 1673
De Test Act van 1673 was een wet, aangenomen door het Engelse parlement op 22 maart 1673, die inhield dat alle personen die een openbaar, burgerlijk of militair ambt bekleden
- een eed van trouw moesten afleggen,
- een declaratie tegen de transsubstantiatie moesten tekenen,
- aan het Avondmaal volgens de Anglicaanse ritus moesten deelnemen binnen drie maanden nadat ze hun ambt hadden aanvaard.

## Ook van toepassing op edelen
Voor de edelen werd de wet in 1678 van kracht, al werd er een uitzondering gemaakt voor de hertog van York, die later koning Jacobus II zou worden. Het beginsel vindt men al in de Engelse en Schotse wetgeving na de reformatie, en in 1661 gold de eis van het Avondmaal voor de leden der corporaties.

## Intrekking
Na 1800 werden de Test Acts nog zelden afgedwongen, behalve dan aan de universiteiten van Oxford en Cambridge, waar non-conformisten en katholieken of zich niet konden laten inschrijven (universiteit van Oxford) of niet konden afstuderen (universiteit van Cambridge). Maar in 1828 trok de Tory-regering van de hertog van Wellington de Test Acts in het kader van emancipatie van de katholieken vrij geruisloos in, en er werd nauwelijks tegen geprotesteerd. 